# Winkel van Sinkel (Utrecht)
De Winkel van Sinkel in Utrecht is van oorsprong een Nederlandse winkel, gebouwd tussen 1837 en 1839 en gevestigd op Oudegracht 158. Het bedrijf Winkel van Sinkel begon als een stoffenzaak in Amsterdam, waaruit na uitbreiding het eerste warenhuis ontstond. Het latere winkelgebouw in de stad Utrecht zou echter de naam echt vestigen. Deze winkel was namelijk nog een stuk uitgebreider en breder in assortiment dan de oorspronkelijke winkel in Amsterdam. 
De naam Winkel van Sinkel is in het Nederlands een algemene term geworden voor winkels waar van alles te koop is.

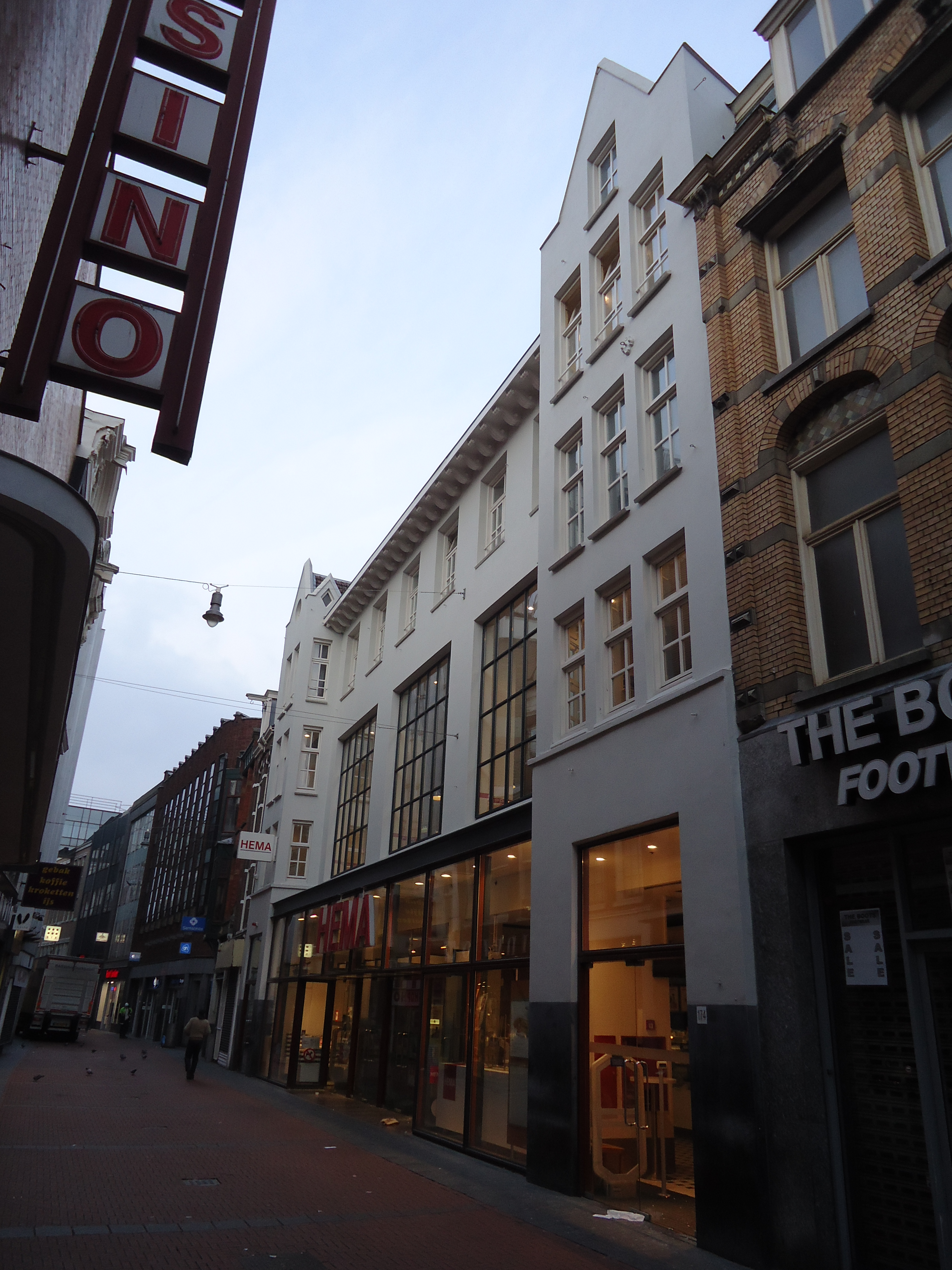
Nieuwendijk 174-176
waar Sinkel begon
thans Hema

## Amsterdam
In de eerste helft van de negentiende eeuw waren er opvallend veel Duitse stoffenhandelaren die hun heil in Nederland zochten. Handelslieden als Clemens en August Brenninkmeyer (C&A), Cloppenburg (P&C) en Kreymborg kwamen vanuit Oldenburg of Westfalen naar Nederland, waar zij als eenvoudige marskramers begonnen en later gerenommeerde bedrijven vestigden.
Op 22 april 1822 begon Anton Sinkel, die in 1785 geboren werd in het Duitse Cloppenburg, een manufacturenwinkel op de Nieuwendijk 174-176. Al spoedig daarna kocht hij de tegenoverliggende panden Nieuwendijk 175-177. Op nummer 174 vestigde hij een grote stoffenzaak, op 176 een herenatelier, op 175 een afdeling woninginrichting voor particulieren en op 177 een herenpaskamer en een lakenwinkel. Sinkel breidde weldra zijn zaak uit door de aankoop van het pand Damrak 63 te Amsterdam, waarin hij een woninginrichting voor bedrijven en grote herenhuizen opende, en een pand in de Kalverstraat in Amsterdam. In 1826 opende hij een filiaal aan de Nieuwestad in Leeuwarden, daarna op de Grotemarkt te Rotterdam en al spoedig volgde de winkel op de Botermarkt in Leiden. Het filiaal in Leeuwarden werd in 1891 gesloten.

## Utrecht

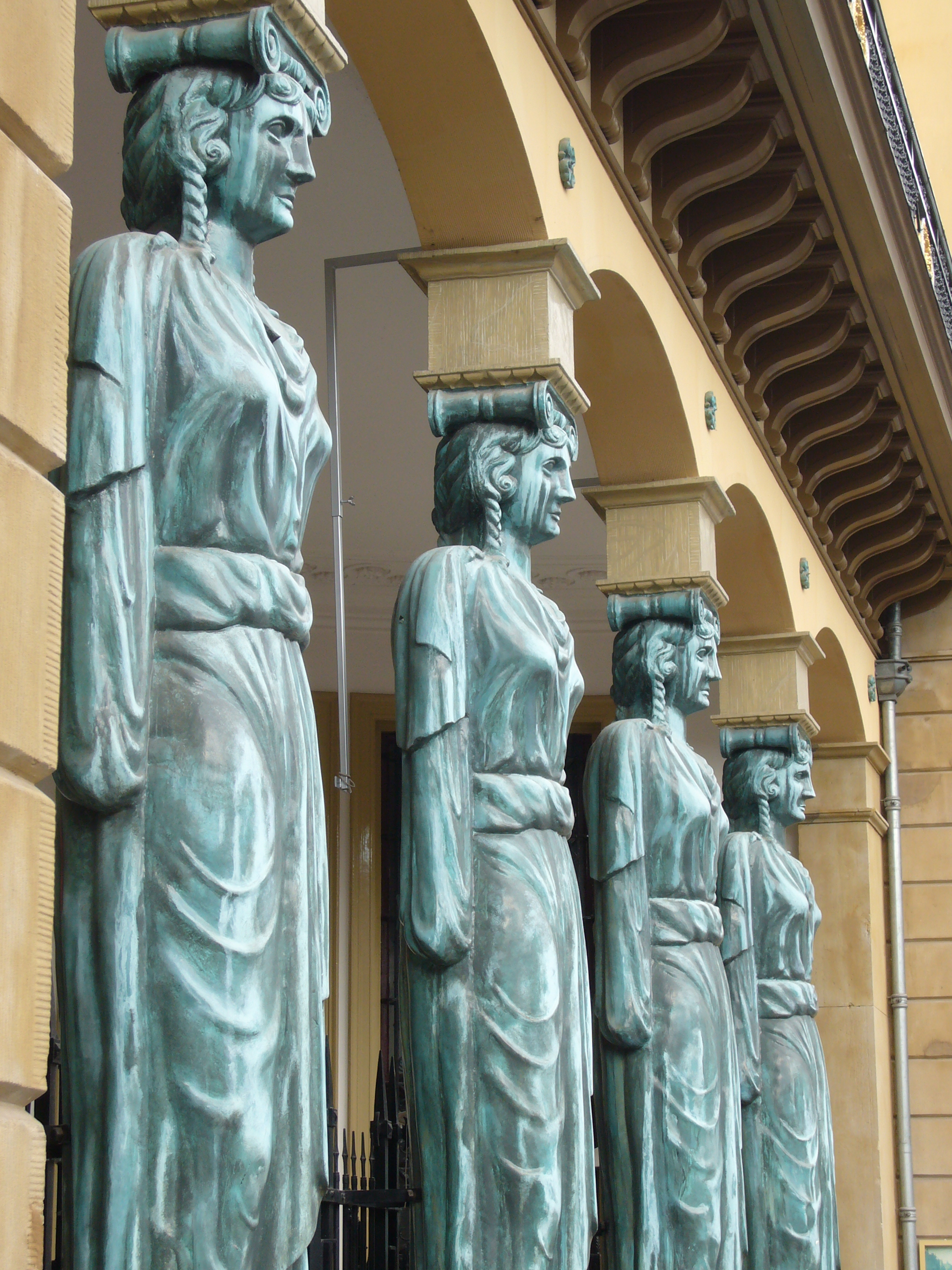
De kariatiden van de Winkel van Sinkel te Utrecht

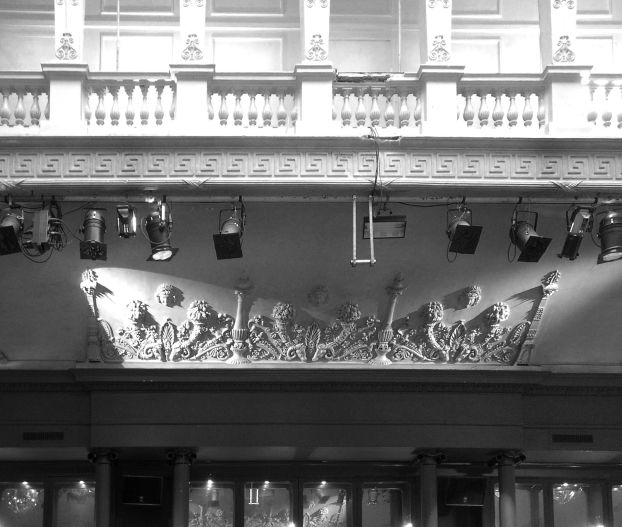
Winkel van Sinkel, stucversiering

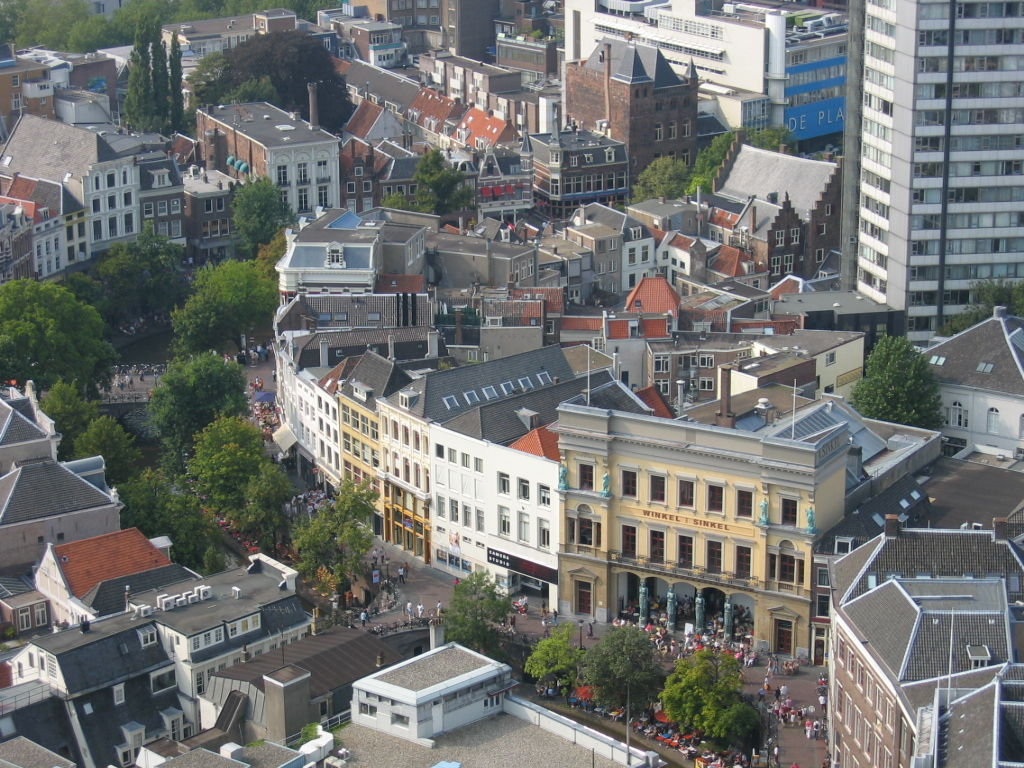
De Winkel van Sinkel gezien vanaf de Dom

Op 1 mei 1824 kocht Sinkel te Utrecht het huis genaamd het houten been, ook bekend onder de naam Blijdenstein, aan de Oudegracht. Hij verbouwde het pand tot winkelhuis en gaf het in beheer aan Albertus Maseland.
Op 15 maart 1834 kocht hij de panden van het voormalige Sint-Barbara- en Sint-Laurensgasthuis en de twee huizen die tussen dit gebouw en zijn winkel in stonden (en enkele kelders) aan de Oudegracht. Het gasthuisgebouw strekte zich uit van de Oudegracht tot aan de Neude. Ook op de Neude had hij al 2 huizen gekocht. Hij was van plan na het slopen van dit pand en aangrenzende panden, hier een groot warenhuis te laten bouwen. Toen de bouw op zich liet wachten, klaagde men over het gat op de Oudegracht. De gemeenteraad maande Sinkel tot spoed of anders het terrein zowel aan de grachtzijde als aan de Neude met een muur af te zetten. De Oudegracht in Utrecht ging open op 6 mei 1839.
Ontwerper van het nieuwe pand aan de Oudegracht en van het koetshuis aan de Vinkenburgstraat was de Rotterdamse stadsarchitect Pieter Adams. Ten behoeve van het gebouw van de Winkel van Sinkel in Utrecht had Sinkel vermoedelijk in Engeland het idee opgedaan om de voorgevel te sieren met zuilen in de vorm van kariatiden (vrouwenbeelden). Deze vier zware, gietijzeren beelden waren in Engeland gegoten en werden spottend de Britsche hoeren genoemd. Toen de bouw eindelijk begon, trok deze voorgevel daarom sterk de aandacht. Bij de aanvoer van de beelden, hetgeen per schuit gebeurde, ging overigens iets mis. Tijdens het ophijsen van een der beelden op 9 september 1837 brak het bovenste gedeelte van de stadskraan aan de werf af en viel met beeld en al in het water. De stadskraan was hierdoor zo beschadigd dat besloten werd hem af te breken. Tot op de dag van vandaag is op de werf voor de Winkel van Sinkel nog aangegeven waar deze kraan heeft gestaan. Van deze gebeurtenis is toen zoals gebruikelijk in die tijd een spotvers gemaakt om het verhaal door te kunnen vertellen:
Had reeds het Instrument
Van ouds genaamd de kraan
Ten dienste dezer stad
Twee eeuwen lang bestaan
Maar moest, schoon sterk genoeg
Om half Schiedam te ligten
Voor een gegoten beeld
In deze dagen zwichten
O, kinderen van de kraan
Wat werk hebt gij begonnen
Zie nu, een Britsche hoer
Heeft kraantje overwonnen
Hoe het beeld uiteindelijk weer uit het water is gekomen vertelt het verhaal niet. Behalve de vier kariatiden zijn op de gevel trouwens nog vier gietijzeren figuren geplaatst als symbolen voor de koophandel, de voorzichtigheid, de zeevaart en de hoop.
Op 6 mei 1839 werd de Winkel van Sinkel geopend. Hoewel het in de eerste plaats een manufacturenzaak was zonder zelfbediening, wordt de winkel wel gezien als het eerste warenhuis van Nederland en er was dan ook van alles te koop. Sinkel heeft als reclame-uiting toen het welbekende versje bedacht:
In de Winkel van Sinkel
Is alles te koop.
Daar kan men krijgen:
Mandjes met vijgen,
Doosjes pommade,
Flesjes orgeade,
Hoeden en petten
En damescorsetten
Drop om te snoepen
En pillen om te poepen
Na het overlijden van Sinkel in Amsterdam op 22 januari 1848 nam een medewerker, Anton Povel, de zaak over. De firma Sinkel hield in 1912 op te bestaan, nadat het pand in 1898 was opgekocht door Vlaer en Kol. Deze laatste firma ging in 1977 op in de Amrobank.
In de eenentwintigste eeuw staat het pand bekend als "cultureel-culinair warenhuis" of "horecawarenhuis". Naast een functie als grandcafé-restaurant kan er in de weekenden gedanst worden tijdens de clubavonden en is er elke tweede zondag van de maand een tangomatinee en de overige zondagen een salsafeest. Ook vinden er regelmatig culturele activiteiten plaats, bijvoorbeeld tijdens de Culturele Zondagen.
Het pand van Sinkel op Nieuwendijk 174-176 in Amsterdam is tegenwoordig heel toepasselijk in gebruik als vestiging van de HEMA. Op diverse plaatsen in Nederland kan men de benaming Winkel van Sinkel nog tegenkomen. In Hoogkarspel bijvoorbeeld is het de naam van een doe-het-zelfzaak.

## Rotterdam
Aan de Grote Markt in Rotterdam bevond zich een warenhuis van A. Sinkel. Het was het eerste warenhuis van Rotterdam. Verder is over deze vestiging weinig bekend. Het gehele gebied is tijdens het bombardement in 1940 verwoest.